# Sant Josep de sa Talaia

Vị trí của the municipality of Sant Joseph de sa Talaia on Ibiza

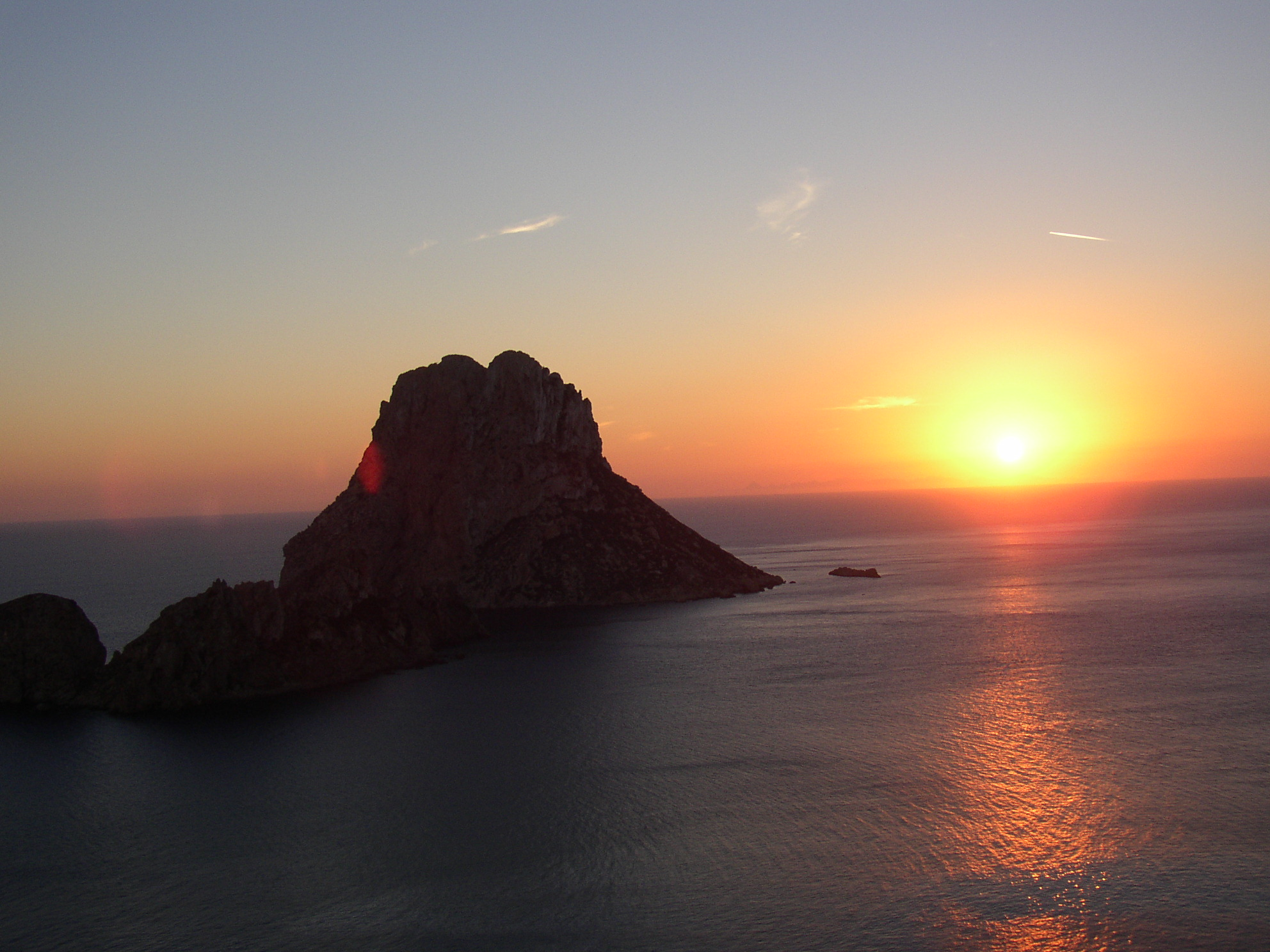
El Vedrà located off Cala d'Hort

Sant Josep de sa Talaia (Tiếng Tây Ban Nha: San José Obrero) là một đô thị trên đảo Ibiza, thuộc Quần đảo Balears, Tây Ban Nha. Năm 2006, dân số là 19.224 người.
Đô thị này gồm các thị trấn và làng:
| Thị trấn/Làng             | Dân số (2006) |
| ------------------------- | ------------- |
| Cubells                   | 807           |
| Sant Agustí des Vedrà     | 6.918         |
| Sant Francesc de s'Estany | 1.110         |
| Sant Jordi de ses Salines | 8.048         |
| Sant Josep de sa Talaia   | 2.341         |